# Kisgáti-patak
A Kisgáti-patak Somogy vármegyében, Kaposvár északi részén, Kaposfüred határában eredő patak. A patak forrásától kezdve déli irányban halad, először átfolyik az M9-es autóút alatt, majd a Zaranyi-erdőben és annak szélén tesz meg közel 2 kilométert. A városi lakott területet a sportcsarnokot Toponárral összekötő kerékpárútnál éri el, ezután a Kisgát részét képező Napsugár-lakópark mellett folyik el, később átível rajta a 610-es főút négysávos hídja. A Damjanich utcát keresztezve, a malomnál föld alatti csatornában folytatja útját, majd a cukorgyár mögött újra a felszínre bukkanva eléri a Kapost.
A Kisgáti-patakba 2013. szeptember 24-én a kaposvári cukorgyárban történt tartályrepedés nyomán vinasz került. A tartályok megrepedése során mintegy 3000 köbméternyi vinasz (cukortalanított melasz) folyt ki, amelyből az esővizet összegyűjtő csatornákon keresztül igen felhígult állapotban eljutott a szennyeződés a Kisgáti-patakba, majd ezen keresztül a Kapos folyóba. A cég vezérigazgató-helyettesének állítása szerint a kifolyt anyag nem károsítja a környezetet. A hibát keletkezése után nem sokkal elhárították. A munkálatokban 27 tűzoltó működött közre, összesen hét járművel.
Vélhetően a szennyezéssel kapcsolatban a Kapos folyón halpusztulás jelent meg a Szakály–Kurd–Pincehely szakaszon.

## Part menti települések
- Kaposvár